# Waldemar Fiume
Waldemar Fiume (São Paulo, 12 de outubro de 1922 — São Paulo, 6 de novembro de 1996) foi um futebolista brasileiro.
Waldemar Fiúme era tido como um jogador versátil e disciplinado taticamente. Jogou na Sociedade Esportiva Palmeiras entre as décadas de 1940 e 1950, considerado um dos grandes ídolos da centenária história do clube.

## Biografia
Filho do imigrante italiano Francesco Fiume e da brasileira Estefânia da Silva, Waldemar Fiume trabalhava com seu pai na gráfica da família durante o período em que foi jogador amador, pois seu pai não queria que ele fosse jogador de futebol. 
Surgiu para o futebol ao final da década de 30, nos gramados da extinta e histórica Várzea do Glicério, um dos grandes celeiros de craques do futebol paulistano. De todos os jogadores que deram seus primeiros chutes naqueles campos de terra, nenhum alcançou a projeção daquele jovem magro, alto, esguio e de enorme habilidade. Ganhou o apelido de "O Pai da Bola", porque durante a carreira de 17 anos passou por várias posições. Começou como meia direita, passou a volante e terminou na quarta-zaga atuando com grande competência em todas essa posições.
Da várzea paulistana foi para o Palmeiras, onde chegou em 1941 quando o clube ainda era conhecido como Palestra Italia. Debutou no quadro principal do Palestra Italia em 14 de setembro de 1941, na goleada por 4 a 0 diante do Comercial da capital. Foi titular na partida decisiva do Paulista de 1942, que selou o primeiro título do clube após a mudança de nome.
Permaneceu no clube até 1958. O adeus aconteceu em 17 de setembro de 1958, no empate por 1 a 1 diante São Paulo.
Em 1959, após pendurar as chuteiras, ainda retornou aos gramados para disputar o Paulista da Segunda Divisão pelo Bragantino, conquistando o vice-campeonato.
Com 601 partidas (337 vitórias, 120 empates, 144 derrotas), ele é o quarto jogador da história do Palmeiras em números de partidas, ficando atrás apenas de Ademir da Guia (901 jogos), Emerson Leão (617 jogos) e do volante Dudu (609 jogos).

## Homenagens
Waldemar Fiúme ganhou um busto de bronze nos jardins da sede social do Palmeiras em outubro de 1958, um mês após se aposentar dos gramados.
No dia 26 de fevereiro de 1997 uma praça do Jardim das Palmeiras, Zona Sul da capital paulista, passou a se chamar Praça Waldemar Fiume em sua homenagem.

## Títulos
Palmeiras
- Copa Rio: 1951
- Torneio Rio-São Paulo: 1951
- Campeonato Paulista: 1942, 1944, 1947 e 1950
- Taça Cidade de São Paulo: 1945, 1946, 1950, 1951
- Torneio Início Paulista: 1942, 1946
- Taça dos Campeões Estaduais Rio–São Paulo: 1942, 1947